# Свищёвка (Кирсановский район)
Свищёвка — село в Кирсановском районе Тамбовской области России. Входит в состав Ковыльского сельсовета.

## География
Село находится в восточной части Тамбовской области, в лесостепной зоне, в пределах Окско-Донской равнины, на левом берегу реки Иноковка, на расстоянии примерно 17 км (по прямой) к западу-юго-западу (WSW) от города Кирсанов, административного центра района. Абсолютная высота — 160 м над уровнем моря.
Часовой пояс
Село Свищёвка, как и вся Тамбовская область, находится в часовой зоне МСК (московское время). Смещение применяемого времени относительно UTC составляет +3:00.

## История
По данным 1926 года имелось 173 хозяйства и проживало 803 человека (355 мужчин и 448 женщин). В административном отношении деревня входила в состав Иноковской волости Кирсановского уезда Тамбовской губернии.

## Население
| 2010 |
| ---- |
| 49   |

Половой состав
По данным Всероссийской переписи населения 2010 года, в гендерной структуре населения мужчины составляли 40,8 %, женщины — соответственно 59,2 %.
Национальный состав
Согласно результатам переписи 2002 года, в национальной структуре населения русские составляли 100 % из 58 чел.

## Улицы
Уличная сеть села состоит из одной улицы (ул. Радужная).